# Lindsay Cooper
Lindsay Cooper (Hornsey, 3 marzo 1951 – Londra, 18 settembre 2013) è stata una fagottista, oboista, compositrice e attivista inglese, nota come membro del gruppo di avant progressive rock, jazz e art rock Henry Cow e di altri gruppi tra cui i Comus, David Thomas and the Pedestrians e i News from Babel. Fondò con la cantante Maggie Nicols il Feminist Improvising Group. Tra i molti musicisti con cui collaborò vi sono Chris Cutler, Steve Hillage e Mike Oldfield. Compose colonne sonore per il cinema e la televisione, musica per teatro, danza e per ensemble di jazz e di musica classica contemporanea; pubblicò inoltre diversi album come solista.
La sua creatività ha ispirato giovani compositori e musicisti, e il fascino della sua musica ha attratto artisti visuali, filmmakers e coreografi. Secondo quanto ha raccontato l'amica regista e collega Sally Potter, la vita della Cooper fu dedicata all'impegno politico e all'idealismo, ma la sua musica non fu mai didattica perché credeva nel potere trascendentale della purezza del suono.

## Biografia

### Studi di musica classica
Da bambina prese lezioni di piano e nell'adolescenza imparò a suonare il fagotto. Continuò l'educazione musicale classica frequentando tra il 1965 e il 1968 il Dartington College of Arts, nel Devon, il Royal College e la Royal Academy of Music di Londra. In questo periodo entrò anche a far parte della National Youth Orchestra of Great Britain.

### Inizio carriera
Alla fine del decennio si trasferì per continuare gli studi a New York, dove lavorò anche nell'ambito delle musiche per film. I generi musicali con cui venne a contatto in questo periodo non avevano niente a che fare con quelli che aveva imparato nei college. Al suo rientro in patria nel 1971, la Cooper rimase affascinata dai musicisti della scena di Canterbury, che a quel tempo riscuotevano grande successo con gruppi come i Soft Machine e i Gong. Si unì alla band di folk-rock sperimentale Comus per un anno, durante il quale cambiò la propria tecnica ed iniziò a suonare anche oboe e flauto. Lasciato il gruppo nell'agosto del 1972, prese parte ad altri progetti musicali tra cui uno legato al teatro. Fu in questa occasione che alla fine del 1973 conobbe i membri degli Henry Cow, che stavano cercando un fiatista per rimpiazzare Geoff Leigh.

### Il periodo con gli Henry Cow
Entrò così a far parte degli Henry Cow, composti dal batterista Chris Cutler, il chitarrista Fred Frith, il bassista John Greaves e il polistrumentista Tim Hodgkinson. Fortementi impegnati in politica con idee apertamente comuniste, erano interessati a sperimentare nuove soluzioni musicali e furono lieti di avere una fiatista con impostazioni classiche. Nel 1974 incisero Unrest, secondo album del gruppo. Nello stesso periodo la Cooper suonò anche in dischi di altri artisti, tra i quali Hergest Ridge di Mike Oldfield, Fish Rising di Steve Hillage, The Civil Surface degli Egg e To Keep from Crying dei Comus. Dopo le registrazioni di Unrest, la Cooper lasciò il gruppo e vi rientrò pochi mesi dopo come ospite per l'album Desperate Straights, registrato nel novembre 1974, e di nuovo come membro nel 1975 per il successivo In Praise of Learning, entrambi realizzati assieme agli Slapp Happy.
Quello stesso anno suonò nel disco degli Hatfield and the North The Rotters' Club, prese parte come direttore musicale e come musicista di una rock band per il musical teatrale The City e iniziò a suonare jazz con Lol Coxhill, Derek Bailey e Evan Parker, con i quali imparò a improvvisare. Con gli Henry Cow raffinò la tecnica al fagotto e iniziò anche a suonare il sassofono soprano e il pianoforte. Oltre a curare i suoi altri interessi musicali, sarebbe rimasta con il gruppo fino allo scioglimento. Nel 1977 fondò il Feminist Improvising Group, una band di sole donne che si sarebbe sciolta cinque anni dopo. Al suo fianco c'erano le cantanti Maggie Nicols e Sally Potter (che sarebbe diventata una nota regista), la violoncellista Georgie Born (sua compagna negli Henry Cow dall'anno prima) e la pianista Irène Schweizer.
In occasione dell'ultimo album degli Henry Cow, Western Culture del 1978, compose tutti i brani del lato B. Prima di sciogliersi, il gruppo fu tra i fondatori quello stesso anno di Rock In Opposition, festival che riuniva gruppi contrari alla musica commerciale dell'epoca e alle logiche delle case discografiche, che in quel periodo privilegiavano la disco music e il punk. Nel settembre del 1978, la Cooper e la Born si unirono ai National Health dell'amico Dave Stewart, ma subito se ne andarono quando lo stesso Stewart lasciò il gruppo.

### Carriera solista e altre collaborazioni
L'album di debutto della Cooper come solista è Rags, che fu realizzato con la Born, la Potter, Cutler, Frith e il cantante Phil Minton; pubblicato nel 1980, è un ciclo di canzoni dedicate alle terribili condizioni di lavoro nelle fabbriche britanniche dell'epoca vittoriana. Tra le sue collaborazioni dei primi anni ottanta vi sono le frequenti esibizioni dal vivo con la Mike Westbrook Orchestra, con l'ensemble del contrabbassista olandese Maarten Alten e con The Pedestrians dell'ex Pere Ubu David Thomas.
Nel 1982 fondò il gruppo The Lindsay Cooper Film Music Orchestra, con cui pubblicò in quegli anni diverse colonne sonore per il cinema e di film per la televisione, tra le quali ebbe un buon successo quella del film The Gold Diggers (1983), che segna il debutto della Potter alla regia, con Julie Christie protagonista. Le colonne sonore della Cooper si presentano come opere d'arte importanti da ascoltare nell'economia del film, spesso suonate quando non c'è il parlato, anziché semplici musiche di accompagnamento o di tappezzeria, come la stessa Cooper definiva le colonne sonore mediocri. Tra gli artisti da cui trasse ispirazione per realizzarle, vi furono Ethel Smyth, Hanns Eisler, Bertolt Brecht e Ennio Morricone.

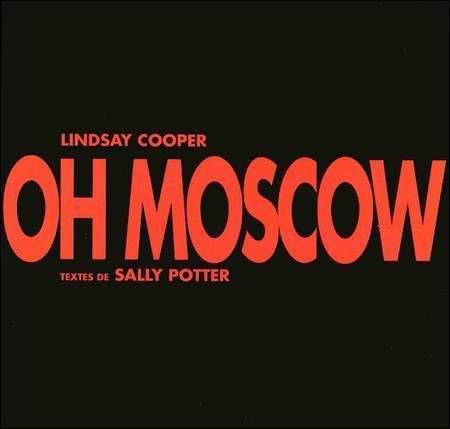
Copertina del ciclo di canzoni Oh Moscow del 1987

Nel 1984 pubblicò gli album The Small Screen, Music for Television, composto da brani trasmessi in TV, e nel 1986 Music for Other Occasions, con un gruppo che comprendeva tra gli altri la Nicols, l'ex cantante degli Henry Cow Dagmar Krause e il musicista tedesco Alfred Harth. Di rilievo furono i News from Babel, gruppo che formò con Cutler, la Krause e l'arpista Zeena Parkins e che realizzò gli album Work Resumed On The Tower (1984) e Letters Home (1986). Per entrambi i dischi la Cooper scrisse le musiche, che richiamano il sound dei migliori Henry Cow.
Il suo lavoro che ebbe maggiore successo è Oh Moscow, uno spettacolo dal vivo che a partire dal 1987 fu portato in giro per il mondo. Uno dei concerti fu registrato nel 1989 e pubblicato nel 1991. Del gruppo faceva parte Hugh Hopper, già bassista dei Soft Machine, la Potter e un gruppo di batteristi comprendente anche Cutler e Charles Hayward. Era composto da un ciclo di canzoni realizzato per il Jazz festival di Zurigo, in cui i testi della Potter riguardano l'Europa divisa durante la guerra fredda, mentre le musiche della Cooper spaziano tra bebop, art-rock, musica tzigana e un jazz influenzato dai lavori di Mike Westbrook. Nel 1990 lavorò in Australia con la cantautrice e regista locale Robyn Archer e altri musicisti; dalle registrazioni fu realizzato Sahara Dust, album jazz sulla guerra del Golfo considerato da alcuni il suo capolavoro.

### La malattia e gli ultimi lavori
Nel 1991 le fu diagnosticata una sclerosi multipla, ma continuò a comporre musica e ad esibirsi dal vivo in giro per il mondo finché la malattia glielo consentì, senza far sapere niente ai colleghi. Quello stesso anno pubblicò le collezioni di brani per danza contemporanea Schrödinger's Cat e An Angel on the Bridge; l'anno dopo compose Concerto for Sopranino Saxophone and Strings per la European Women's Orchestra e Songs for Bassoon and Orchestra per la Filarmonica del Teatro Comunale di Bologna.
Compose quindi per il Rova Saxophone Quartet di San Francisco i brani Face in the Crowd e Can of Worms, che ebbero lusinghieri apprezzamenti dalla critica. Assieme al musicista Charles Gray realizzò l'album Pia Mater nel 1997, e l'anno dopo pubblicò il doppio album A View from the Bridge, il suo ultimo lavoro. Fu in quello stesso anno che il progredire della malattia la costrinse a ritirarsi dalle scene e a far sapere al mondo le proprie condizioni. Da quel momento le sue energie furono concentrate esclusivamente su sé stessa; morì nel settembre 2013 per complicazioni legate alla sclerosi multipla.
Anche dopo il suo ritiro dalle scene, la Cooper è rimasta una figura rispettata e influente negli ambienti musicali europei, la sua musica è stata spesso portata su palcoscenici e schermi ed è stata anche insegnata nei conservatòri più sperimentali. Nel 2007, il suo Concerto for Sopranino Saxophone and Strings fu suonato durante lo spettacolo del coreografo Jacky Lansley View from the Shore alla Royal Opera House di Londra e alla Biennale di Atene, nonché in una installazione a Londra della regista Sue Clayton.

## Tributi
Dopo la sua morte, diversi concerti hanno celebrato Lindsay Cooper e la sua musica nel Regno Unito, negli Stati Uniti, in Giappone e in Italia. Particolarmente significativi furono i concerti tenuti tra il 21 e il 23 novembre 2014, rispettivamente al Barbican Centre di Londra, all'International Music Festival di Huddersfield e al Teatro Diego Fabbri di Forlì. Per questi eventi si sono riuniti gli Henry Cow (tornati insieme per la prima volta dopo molti anni), The Lindsay Cooper’s Music for Films, i News From Babel (che non si erano mai esibiti dal vivo) e il gruppo che portò in giro lo spettacolo Oh Moscow tra il 1987 e il 1993. I musicisti impegnati in queste tre date furono Alfred Harth, Annemarie Roelofs, Chris Cutler, Dagmar Krause, Fred Frith, John Greaves, Michel Berckmans, Phil Minton, Sally Potter, Tim Hodgkinson, Veryan Weston e Zeena Parkins.
A lei è dedicato l'album di Ferdinando Faraò & Artchipel Orchestra "To Lindsay: Omaggio a Lindsay Cooper" (Music center), pubblicato nel maggio 2017, che vede la partecipazione di Chris Cutler.

## Discografia
Di seguito un'ampia selezione dei lavori di Lindsay Cooper

### Solista
- 1981 Rags - Arc Records
- 1983 The Golddiggers - Recommended Records
- 1984 The Small Screen, Music for Television - Sync Pulse Records
- 1986 Music for Other Occasions (LP con allegata la cassetta Out-Takes for Other Occasions) - No Man's Land
- 1991 Oh Moscow - Victo Records
- 1991 An Angel on the Bridge  - Phonogram/Australian Broadcasting Corporation
- 1991 Schroedinger's Cat - Line/Femme Music
- 1993 Sahara Dust - Intakt Records
- 1998 A View from the Bridge - Impetus Records

#### Compilation
- 1991 Rags / The Golddiggers - ReR Megacorp, UK
- 2014 Rarities Volumes 1 & 2 - Recommended Records

### Con gruppi di cui era membro e altre collaborazioni
Mike Oldfield
- 1974 Hergest Ridge - Virgin Records

Egg
- 1974 The Civil Surface - Caroline Records

Henry Cow
- 1974 Unrest - Virgin Records
- 1975 Desperate Straights - Virgin Records (Henry Cow e Slapp Happy)
- 1975 In Praise of Learning - Virgin Records (Henry Cow e Slapp Happy)
- 1976 Concerts (live) - Caroline Records
- 1979 Western Culture - Broadcast
- 2009 The 40th Anniversary Henry Cow Box Set (compilation) - Recommended Records

Comus
- 1974 To Keep from Crying - Virgin Records
- 2012 Out of the Coma (live registrato nel 1972) - Coptic Cat

Steve Hillage
- 1975 Fish Rising - Virgin Records

Hatfield and the North
- 1975 The Rotters' Club - Virgin Records

Art Bears
- 1978 Hopes and Fears - Recommended Records

Feminist Improvising Group
- 1979 Feminist Improvising Group - Cassette

Mike Westbrook
- 1982 The Cortège - Original Records
- 1987 Westbrook-Rossini - Hat Hut Records
- 1994 Westbrook Rossini Zürich Live - Hat Hut Records

Chris Cutler, Bill Gilonis, Tim Hodgkinson e Robert Wyatt
- 1984 The Last Nightingale - Recommended Records

News from Babel
- 1984 Work Resumed on the Tower - Recommended Records
- 1986 Letters Home - Recommended Records

David Thomas and the Pedestrians
- 1983 Winter Comes Home - Recommended Records
- 1983 Variations on a Theme - Rough Trade Records
- 1985 More Places Forever - Rough Trade Records

Maggie Nicols e Joëlle Léandre
- 1982 Live at the Bastille - Recommended Records

Catherine Jauniaux e Tim Hodgkinson
- 1984 Fluvial - Woof Records

Dagmar Krause
- 1988 Tank Battles: The Songs of Hanns Eisler - Island Records
- 1988 Panzerschlacht: Die Lieder von Hanns Eisler - Island Records

Anthony Phillips e Harry Williamson
- 1988 Tarka - Baillemont Records

David Motion e Sally Potter
- 1993 Orlando (colonna sonora del film Orlando della Potter) - Varese Sarabande

Trio Trabant a Roma
- 1994 State of Volgograd - Free Music Production

Tim Hodgkinson
- 1994 Each in Our Own Thoughts - Woof Records

Charles Gray
- 1997 Pia Mater - Resurgence

Rova Saxophone Quartet
- 1998 Bingo - Victo Records

Fred Frith, Lars Hollmer e Gianni Gebbia
- 2015 Angels on the Edge of Time (live registrato nel 1993) - I Dischi Di Angelica